# Ґудг'ю (Міннесота)
Ґудг'ю (англ. Goodhue) — місто (англ. city) в США, в окрузі Гудг'ю штату Міннесота. Населення — 1250 осіб (2020).

## Географія
Ґудг'ю розташований за координатами 44°24′2″ пн. ш. 92°37′32″ зх. д. / 44.40056° пн. ш. 92.62556° зх. д. (44.400502, -92.625605).  За даними Бюро перепису населення США в 2010 році місто мало площу 2,44 км², уся площа — суходіл.

## Демографія
Згідно з переписом 2010 року, у місті мешкало 1176 осіб у 415 домогосподарствах у складі 307 родин. Густота населення становила 481 особа/км².  Було 443 помешкання (181/км²).
Расовий склад населення:
| - 89,9 % — білих - 0,9 % — корінних американців - 0,3 % — чорних або афроамериканців - 0,2 % — азіатів - 7,7 % — осіб інших рас |

До двох чи більше рас належало 1,0 %. Частка іспаномовних становила 12,8 % від усіх жителів.
За віковим діапазоном населення розподілялося таким чином: 32,3 % — особи молодші 18 років, 58,3 % — особи у віці 18—64 років, 9,4 % — особи у віці 65 років та старші. Медіана віку мешканця становила 30,6 року. На 100 осіб жіночої статі у місті припадало 103,1 чоловіків;  на 100 жінок у віці від 18 років та старших — 107,3 чоловіків також старших 18 років.
Середній дохід на одне домашнє господарство  становив 75 263 долари США (медіана — 72 500), а середній дохід на одну сім'ю — 82 405 доларів (медіана — 84 167). Медіана доходів становила 53 750 доларів для чоловіків та 37 695 доларів для жінок. За межею бідності перебувало 7,5 % осіб, у тому числі 8,5 % дітей у віці до 18 років та 13,2 % осіб у віці 65 років та старших.
Цивільне працевлаштоване населення становило 602 особи. Основні галузі зайнятості: освіта, охорона здоров'я та соціальна допомога — 22,3 %, виробництво — 16,1 %, сільське господарство, лісництво, риболовля — 10,0 %, будівництво — 8,5 %.